# Korpona (Horvátország)
Korpona (horvátul: Krapina) város Horvátországban Krapina-Zagorje megyében.

## Fekvése
Az egykori Varasd vármegye nyugati részén a Krapinica folyó völgyében fekszik.

## Nevének eredete
Nevét a Krapina folyóról kapta, amely mellett fekszik, az pedig a horvát krap (= ponty) főnévből való.

## Története
A régészeti leletek tanúsága szerint területe ősidők óta lakott. A város melletti Hušnjak-domb egy hasadékában 1899-ben több mint 900 ősembercsontra bukkantak. A leletek a korai neandervölgyi embertől származnak, mintegy 130 000 évvel ezelőttről. Az itt talált számos bronzkori lelet a terület 3000 évvel ezelőtti populációját mutatja, amely a későbbi várhegyet már ekkor védelemre használta. Ebből korszakból kerámiák, bronz öntőformák és lakóházak nyomai tanúskodnak az itteni mindennapi életről. A rómaiak jelenlétét igazolja az a Iuppiter tiszteletére szentelt oltár, melyet a város déli határában Mihaljekov Jarekben találtak és amelyet Titus Accius Severus és Marcus Ulpius Placidinus állíttatott a római főistenségnek. Korát Commodus császár uralkodásának idejére a 180 és 192 közötti időszakra teszik.
A települést 1193-ban Kalán pécsi püspök, horvát és dalmát gubernátor oklevelében említik először. Ebben a püspök engedélyezi Domonkos zágrábi püspöknek és utódainak azt a jogot, hogy a korponai szőlők és gabonafélék terméséből tizedet szedjenek. 1225. június 2-án itt tartózkodott Béla ifjabb király. A város Szent Miklós tiszteletére szentelt középkori templomát 1311. július 6-án említi először a zágrábi püspök oklevele „Sancti Nicolai de Krapina” alakban. I. Lajos király 1347. március 1-jén kelt oklevelében Krapinának kiváltságokat adott. 1416-ban a Cillei grófok is megerősítették a város kiváltságait. 1418. december 26-án kiadott oklevelében Cillei Hermann gróf a város bírájának és tanácsának kérésére a Szent Mihály arkangyal ünnepét (szeptember 29.) követő vasárnapra évenkénti vásár megtartását engedélyezte. A vásártartási jog elősegítette a céhek fejlődését, melyek egészen a 20. századig működtek a városban. Céhük volt többek között az asztalosoknak, a fazekasoknak, a tímároknak, a takácsoknak, a kőműveseknek, a lakatosoknak, a nyeregkészítőknek, a molnároknak és a pékeknek is. Vitovec János zagorjei gróf halála 1469 után az uralkodó újra megerősítette a város régi jogait. 1473-ban a város és környéke először szenvedett el egy nagyobb török támadást. 1489. november 19-én Hunyadi Mátyás kiterjesztette a város éves vásártartási jogait Szent Flórián és Szent István király ünnepére. 1588. január 8-án II. Rudolf megerősítette a város kiváltságait, majd még ez év nyarán új pecsétnyomót adott a városnak az 1573-as parasztfelkelésben elpusztult régi helyett.
Korpona középkori várát 1258 körül Zagorjai Tamás fia Farkas comes építtette. Feltételezések szerint helyén már korábban is állt vár, melynek eredete a történelem homályba vész. Elképzelhető, hogy ősi horvát törzsfői erődítmény volt. 1271 előtt a Héder nembeli Henrik, a Kőszegiek őse foglalta el. 1339-től királyi várként a zagorjei ispánság központja. 1397-től Luxemburgi Zsigmond adományaként a Cilleieké, majd 1457-től zálogban Vitovecz János zagorjei grófé és horvát báné. Ezután királyi várként Hunyadi Mátyásé, aki fiának Corvin Jánosnak adta. Özvegye Frangepán Beatrix másodszor Brandenburgi Györgyhöz ment nőül, majd ennek halála után Keglevich Péter bán tulajdona lett. Végül többszöri tulajdonos váltás után II. Rudolf Draskovich János horvát bánnak adta. A bán uralma idején öt alkalommal ülésezett itt a horvát szábor. Itt a várban halt meg Erdődy Tamás gróf, aki 1593-ban Sziszeknél győzelmet aratott a török felett. A vár az 1775-ös földrengésben súlyos károkat szenvedett, tulajdonosai valószínűleg ekkor hagyták el végleg. A vár utolsó birtokosa a Lichtenberg Ottenfels család volt.
Korpona újabb vára, melyet Krapina Novinak neveztek a ferences kolostor feletti Joszipovac-hegyen állt. Sokkal későbbi építésű lehet, mert csak 1458-ban említik meg először, amikor Mátyás király hívének Vitovecz Jánosnak adta. Valószínűsíthető, hogy a Cilleiek építették a 15. század első felében. Birtokosai azonosak voltak az óvár birtokosaival. A vár a 18. században tűnik el a történeti forrásokból. A várossal szemben a Szabács-dombon állt egykor a Keglevichek vára, melyet 1490 körül épített Keglevich Péter az itteni uradalom központjaként. Az 1573-as parasztfelkelésben kirabolták és felgyújtották, de hamarosan újjáépült. 1581-ben rombolták le és már nem építették újjá.

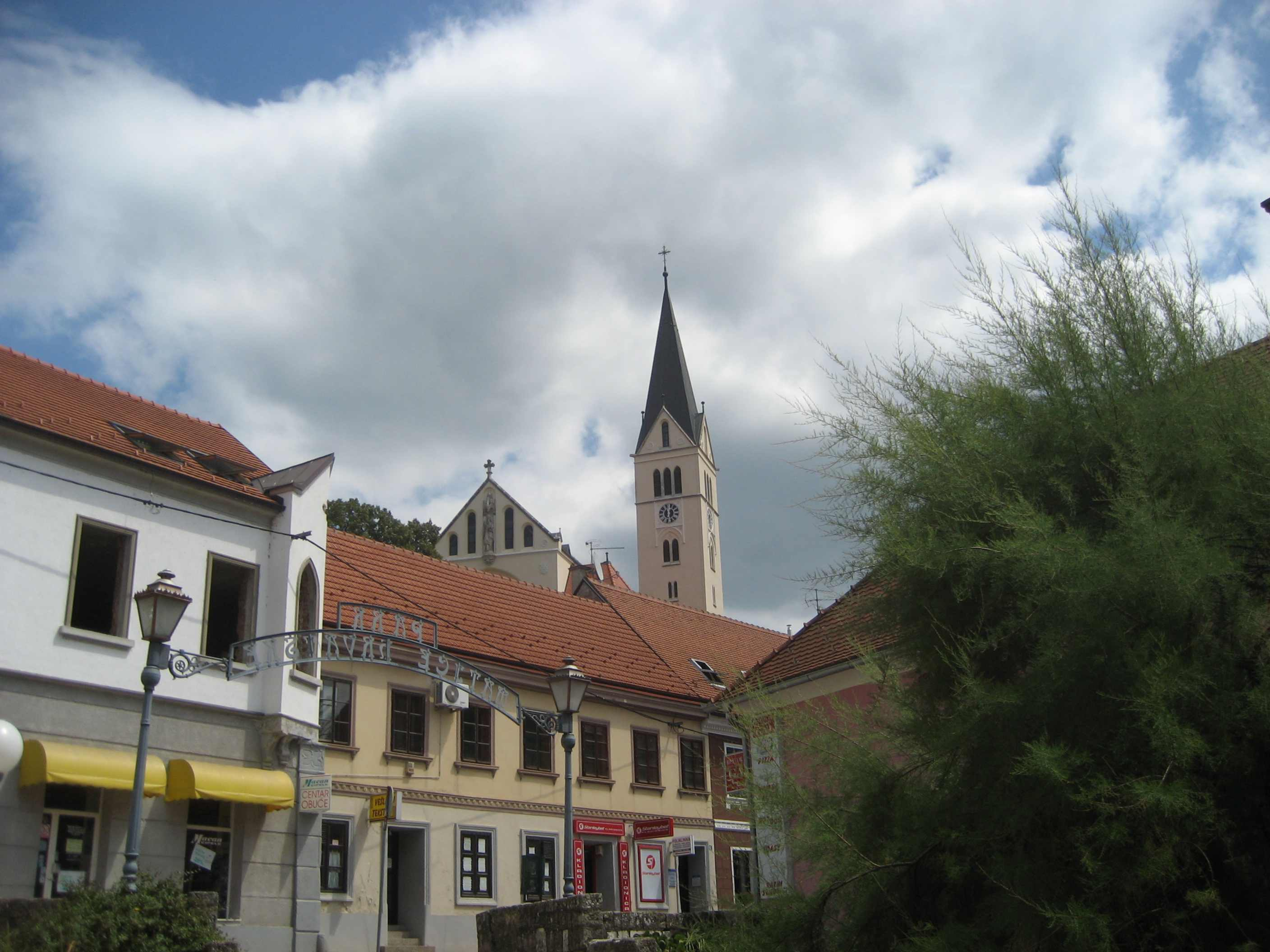
A belváros részlete

1590-ben említik Krapina első iskolai tanítóját Benkóczy Lukács káplán ("Benkoczy capellanus ac rector scholae dicti oppidi Krapina") személyében, aki 1604-ben a város templomának plébánosa lett és egészen 1632-ig szolgált. A következő ismert káplán és tanító az 1665-ben említett Fábiáncsics Miklós (Nikola Fabijančić) volt. Az első ismert világi tanító az 1711-ben említett Dunai Péter (Petar Dunaj) volt, aki a kántori és a jegyzői feladatokat is ellátta. 1598. augusztus 27-én Draskovich János horvát bán Krapinára hívta össze a szábor ülését, amely a török elleni védelemről tanácskozott. 1644-ben elkezdték építeni a ferencesek kolostorát és a Szent Katalin templomot. A kolostor alapítójának gróf Erdődy Zsigmond horvát és szlavón bán feleségét gróf Keglevich Anna Mária grófnőt tartják, aki végrendeletében ezer forintot és 12 jobbágyot hagyott a kolostor építésére. A templomot 1657-ben szentelte fel Petar Petretić zágrábi püspök.
A krapinaiak kegyszobrát a 17. században Jeruzsálemből hozta emlékbe Blágovics páter Miklós nevű bátyjának. A ház nemsokára egy tűzvészben leégett, de a szobor csodás módon sértetlen maradt. A szobrot köztiszteletre egy diófára helyezték, ahonnan valaki ellopta, de helye nemsokára kitudódott. Ezután kápolnát építettek neki a Trski-hegyen. 1743-ban marhavész tört ki a településen és a nép körmenetben járult a szobor elé segítségét kérni. Ettől kezdve megszűnt a járvány. 1750 és 1761 között templomot építettek a krapinai hegyen a Szűzanya tiszteletére.

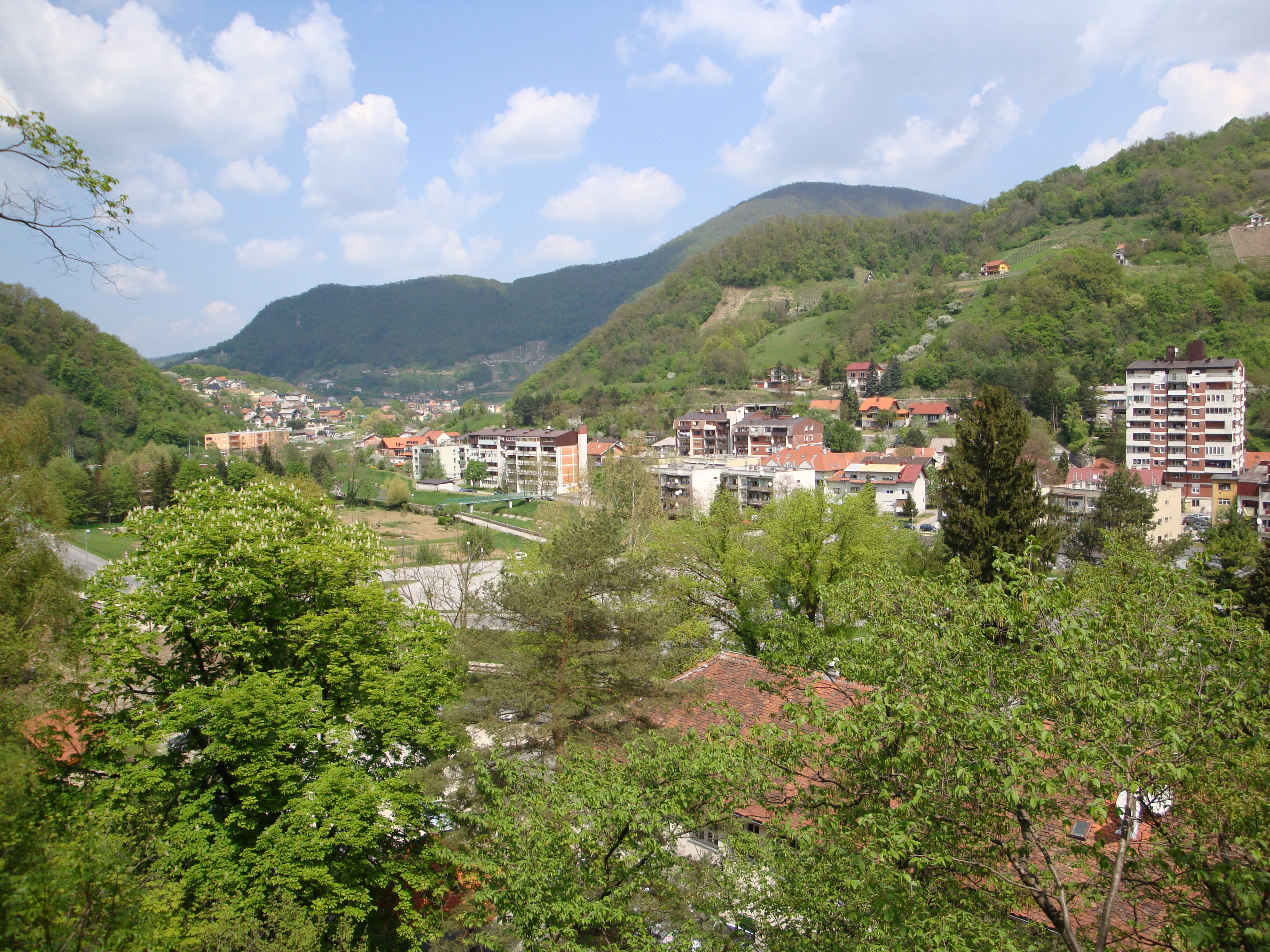
Krapina látképe

1775. október 13-án Krapinát és környékét földrengés rázta meg, melyben számos épület összedőlt és károkat szenvedtek a kastélyok és templomok is. Az építéshez ezután szilárdabb anyagokat használtak, így sok a 18. század végén és a 19. század elején épített ház a mai napig fennmaradt. 1812. április 24-én kiadott oklevelében I. Ferenc császár Krapinának  hatéves vásár tartására adott engedélyt, melyeket március 19-én, május 16-án, július 15-én, augusztus 22-én, október 16-án és december 7-én tarthatott. 1845-ben megkezdte működését a helyi könyvtár és olvasókör, mely a helyi művelődés és a horvát nemzeti mozgalom fontos bázisa lett. 1860 után a Matica Illirska több tagja került ki innen.
1857-ben a városnak 1188 lakosa volt, akik 192 házban laktak. 1875. május 4-én megalapították a krapinai önkéntes tűzoltó egyletet. 1882-ben megkezdte működését a helyi hegymászó egyesület. 1884-ben megalapították az Első Zagorjei Takarékpénztárat, mely nagyban hozzájárult a város gazdasági fejlődőséhez. 1886-ban a vasút is elérte a települést. 1895-ben megnyílt a felsőfokú népiskola. 1898-ban faüzem kezdte meg működését, mely később a székék gyártására szakosodott és DIP Zagorje, Šavrić, majd Magor néven a város legrégebben működő üzeme lett.
1899-ben a város homokbányájában találta meg Gorijanovic Kramberger etnográfus professzor a 30-40 000 éves Homo Krapiensist, amely a neandervölgyi ember csoportjába tartozik. A leletek színhelyén emlékpark van. 1908-ban megalapították a város első sportegyesületét a Danicát, ebből fejlődött ki később a Zagorec sportegyesület, mely a mai napig is működik.
1910-ben Krapina 4430 lakosából 4283 horvát volt. A trianoni békeszerződésig Varasd vármegye Krapinai járásához tartozott. 1926-ban bevezették az elektromos áramot. Ma 5000 lakosa van.

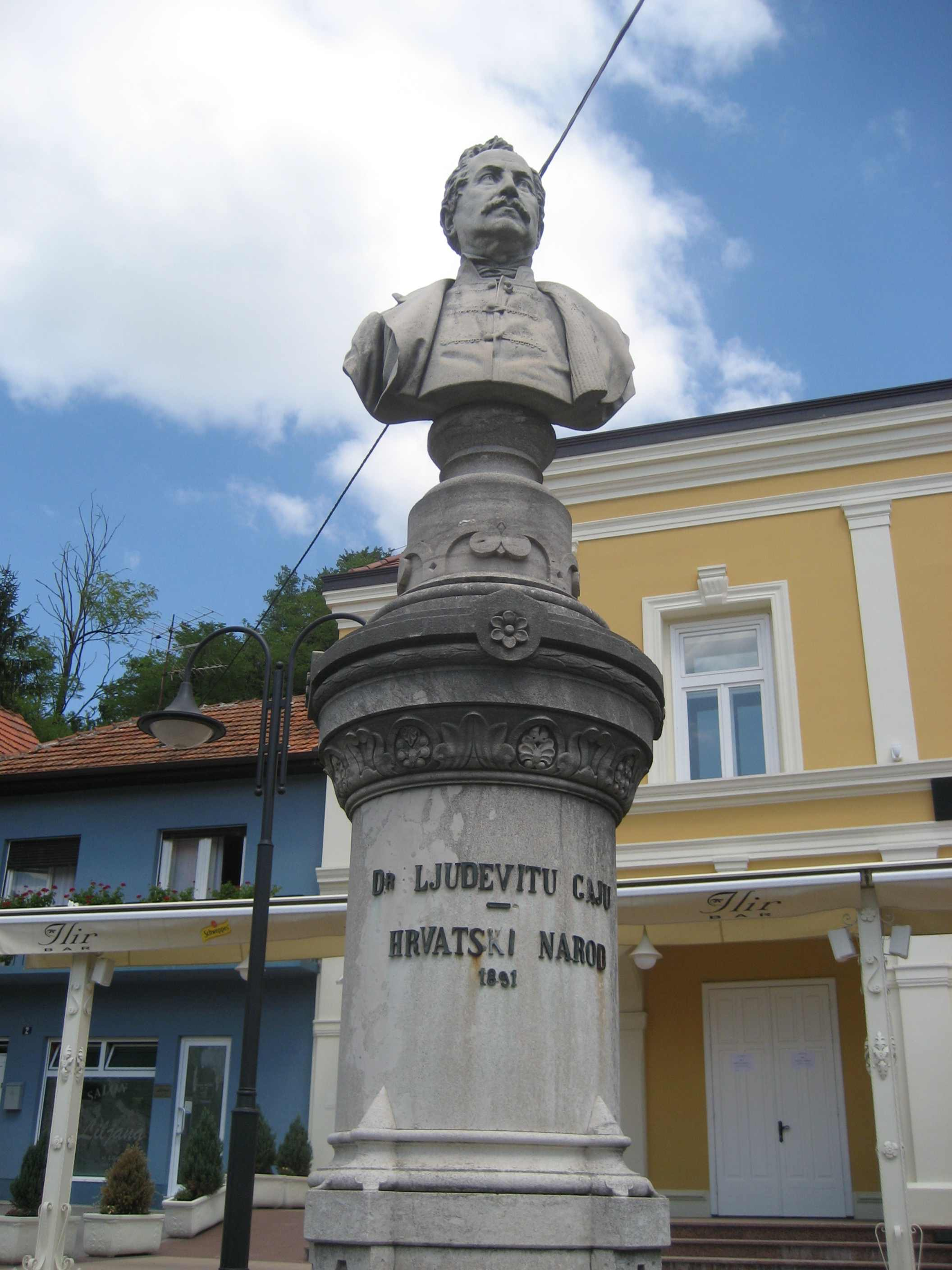
Ljudevit Gaj emlékműve

## Nevezetességei
- Krapina egykori várai közül az óvár maradványai még ma is láthatók.[3] Legrégibb része a várhegy tetején található. Ez az a vár amit már 1193-ban is említenek. Alatta építették ki a szabálytalan háromszög alakú felső várat, mely a várhegy nyugati és délnyugati részére terjedt ki. A vár kiépítését a 14–15. századra, Cilleiek uralma idejére teszik. A felsővár tornyainak és épületeinek maradványai ma is láthatók. A legjobb állapotban a felsővár fala melletti 16. században épített három emeletes reneszánsz palota maradt fenn, mely a városból is jól látható. Keleti oldalán nyílik a vár alatti barlang bejárata, melyet a vár magjának a felsővárral való összekötésére használtak fel. A várhegy déli részén találhatók a háromszög alakú alsóvár maradványai, melynek nyugati részén található a vár főkapuja. A hatalmas kapuépítmény maradványait az 1994-ben kezdődött ásatás tárta fel, mely során több mint 2000 méter hosszban tárták fel a falakat. A kaputól délre húzódó védőfal a délkeleti saroktoronyhoz csatlakozott, melynek ugyancsak megtalálták a maradványait. A várban végzett feltárások tulajdonképpen a mai napig is tartanak.
- Krapina újvárának, a Novi várnak csekély maradványai a krapinai ferences kolostor fölött, a Joszipovac-hegyen találhatók. A vár ovális alakú volt, mintegy 30 méteres átmérővel. Egyetlen megmaradt fala a dombtető platójának nyugati szélén az ovális védőfal egy 25 méteres szakasza ma már alig látható a falakat betakaró növényzet miatt.
- A harmadik vár a Keglevichek várkastélya, melyet Sabác várának neveztek a Sabác nevű dombon állt, jelenleg a felszín fölött semmilyen maradványa nem látható.
- Legismertebb temploma a Trstki-hegyen álló Jeruzsálemi Szűzanya templom, amely 1750 és 1761 között épült, az ország egyik legszebb barokk temploma. A templom ahhoz a házhoz épült, melyben egy Jeruzsálemből hozott csodatévő Mária-szobrot őriztek. Főoltára Grazban készült, Szent Kereszt oltára Josip Jellasics és felesége adományából készült. A templomot a híres horvát barokk festő Ivan Ranger tanítványa Anton Lerchinger festette ki. Orgonája Anton Roemer grazi műhelyében készült. A templom a mai napig búcsújáróhely. Rendszeresen rendeznek koncerteket benne.
- A gótikus két hajós Szent Miklós plébániatemplom[4] 15. századi, 1903-ban építették újjá. A régi templomból csak a gótikus szentély maradt.
- A Szent Miklós plébánia épületét 1782 és 1793 építtette kegyura gróf Orsich Ferenc (Franjo Oršić). A plébániatemplom mellett egy dombon áll. Téglából és kőből épült, téglalap alaprajzú, alagsoros ház, a főhomlokzat dél felé néz. Az épület középtengelyén, egy háromszög alakú oromzatban végződő rizalit közepén található a portál. A központi folyosó mindkét oldalán rövid lépcsővel összekapcsolt helyiségek találhatók. A legnagyobb helyiséget, a "palotát" freskókkal ékesített boltozattal fedték be, míg a többi helyiség többsége csehsüvegboltozattal rendelkezik. A belső tér és a homlokzat kialakítása az építés óta megtartotta eredeti a barokk-klasszicista stílusjegyeit.[5]
- A ferences kolostor és a Szent Katalin templom[6] 1644 és 1657 között épült Franjo Keglevich rendeletére. Helyén korábban egy Szent Katalin kápolna állott. A kolostor könyvtárát 1750-ben alapították, számos könyvritkasága van. A templom főoltára 1665-ből való. A templom barokk stílusú, egyhajós épület, oldalsó sokszög záródású kápolnával és az oldalán álló harangtoronnyal. A főhomlokzaton egy késő reneszánsz portál található az adományozó címerével, ezenkívül napóra, falfestmények és fülkékben elhelyezett szobrok. díszítik. A szentélyt és a sekrestyét 1738-ban Ivan Ranger festette ki. A templom berendezéséből a Szent Katalin főoltár a manierizmus időszakának legmonumentálisabb retablója a Horvát Zagorje területén. A templomnak támaszkodó négyszárnyú egyemeletes kolostor belső udvarral rendelkezik.
- A városi múzeum gazdag régészeti, néprajzi és kultúrtörténeti gyűjteménnyel rendelkezik.
- A „Hušnjakovo” régészeti lelőhely a korponai őskori ember parkjával a korponai Hušnjakovo-hegyen található. A helyszín bemutatása a „Krapina Neandervölgyi Múzeum” épületének bejáratával kezdődik, és a neandervölgyi helyszínre vezető parkerdőn keresztül vezetett sétával folytatódik. Itt található a Hušnjakovo-barlang, amelyet 1899-ben fedeztek fel horvát kutatók Krambeger professzor vezetésével. A 20. század második felében állították fel a neandervölgyi emberek és pleisztocén kori állatok szobrait, amelyek maradványait a barlangban találták meg.[7]  Az összes szobrot dr. M. Malez rekonstrukciója alapján S. Tucakovic szobrászművész alkotta. A múzeumi kiállítás Ž. Kovačić építész és J. Radovčić paleontológus munkája. A lelőhely a horvát kulturális örökség része, örökségvédelmi jegyzékszáma: Z-3919.[8]
- A Ljudevit Gaj alapisklola épülete a város központjában, a Stjepan Radić utca 1. szám alatt áll. Az épület szecessziós stílusban épült. A két főbejárattal rendelkező főhomlokzatot dekoratív módon hangsúlyozza az építészeti plasztika és az ablakok ritmikus váltakozása. Mindkét bejárat félköríves áthidalással rendelkezik, korábban külön bejáratként szolgált fiúk és lányok számára, rajtuk azonos nemű domborművel. Az egész épület homlokzatát téglalap alakú két- és háromszárnyú ablakok, tetőablakok, valamint a fő homlokzaton a tetőpárkány alatti területen ritmikusan váltakozó dekoratív kerek medalionok díszítik. 1970 körül az udvaron tornatermet építettek, ezzel megnövelve a funkcionális teret.[9]
- A városi magisztrátus épülete városközpont legreprezentatívabb homlokzatú épülete. Eredetileg zárt, téglalap alakú alaprajza volt, amelyhez a 19. század elején az utcai oldalon árkádokat építettek, az udvar felőli oldalon pedig egy rövid déli szárnyat alakítottak ki. Neobarokk stílusjegyeit az 1775-ös földrengésben lebontott régi épület újjáépítése után kapta. Az árkádos tornác félkupolás boltozatokkal, míg a belső tér csehsüvegboltozattal van ellátva. Az első emeleten fagerendás, lapos mennyezetek vannak. A homlokzat két színűre van festve. Az alap téglavörös színű, míg a neobarokk díszítőelemek fehér színnel vannak kiemelve.[10]
- A Magistratska utca 12-14. számú épület a Keglević család, majd az Ottenfels család tulajdonában lévő egykori lakó- és kereskedelmi épületegyüttes része volt. Az épületkomplexum egy egész épülettömböt képez, mert déli oldalán az Uska utca, északi oldalán a Starogradska utca, a nyugati oldalon pedig a Magistratska utca határolja. Három épületet foglal magában: a volt Keglević-palotát (12. sz. saroképület), egy melléképületet (az udvaron) és egy adminisztratív épületet (a 14. szám alatt). A lakó- és gazdasági épületkomplexumnak az épületei valószínűleg egyszerre, tehát nagyon rövid idő alatt, a 18. század közepétől kezdve épültek.[11]
- Ljudevit Gaj szülőháza a 18. század végi polgári lakóház tipikus példája. A ház egyszintes, kulcsrakész kivitelben épített alápincézett épület. A pincét és részben a földszintet boltíves dongaboltozat, csehsüvegboltozat és tartóoszlopokon álló porosz boltozat fedi, míg a többi földszinti szoba síkmennyezettel rendelkezik. A homlokzatok egyszerűek, simára vakoltak, az utcai homlokzaton sekély központi rizalittal, valamint vízszintes elemként lábazattal, kiemelkedő ablakpárkányokkal és vályolattal rendelkeznek. A házban 1966 óta működik a Ljudevit Gaj Múzeum.[12]
- A Halper-Radić család mauzóleumát Terezija Halper építtette 1911-ben, Stjepan Podhorski építész tervei alapján. A kupolás boltozattal boltozott építmény téglából épült, külseje két szintből áll. A kriptának a lábazati zónában kívülről látható alsó részét díszítés nélküli, sík felületekkel készítették. A központi teret egy hatalmas központi kupola uralja. Körülötte három kisebb félkupolát építettek, ami a mauzóleum háromkaréjos alaprajzát adja. A bejárat fölötti masszív, oromzatban végződő kiemelkedést két vaskos oszlop támasztja alá, dekoratív oszlopfőkkel. Az oldalhomlokzatok fala mentén hasonló, de kisebb méretű oszlopok képeznek árkádos nyílásokat. A belső tér szerény méretekkel rendelkezik, szélessége 655 cm, mélysége 500 cm, magassága pedig körülbelül 800 cm. A bejárattal szemközti, vasból kovácsolt kerítéssel elválasztott központi apszisból csigalépcső vezet le a kriptába. Mindkét oldalon két sorban, 10 sír sorakozik. A kicsi hely miatt a koporsók leeresztését a padló közepére helyezett téglalap alakú födém elmozdítása tette lehetővé.[13]
- A Lovrec család sírkápolnáját Franjo Lovrec (1848-1887) építette fiának, Stiepan Lovrecnek, aki egy hónapos gyermekként halt meg. Az utolsó ide eltemetett elhunyt Marija Srkulj volt 2009-ben. A kápolna egyhajós épület, amelyet háromoldalú szentély zár le, a fő homlokzat fölé emelkedő kis harangtoronnyal. A többprofilos párkány fölött magas árkádokkal díszített oromzat emelkedik, amelyet a három konzolon nyugvó harangtorony zár. Az oromfal közepén okulusz található. Az oldalsó homlokzatokon egy-egy vak hegyes ablak van, amely a bejárati ajtó díszítését utánozza. A kápolnába egy csúcsíves, üvegezett ablakkal díszített, dupla ajtón keresztül lehet belépni. Közvetlenül a bejárat mögött a padlóban van egy zárt nyílás az elhunytak elhelyezésére. A kápolna hajóját porosz, a szentélyt pedig bordás boltozattal fedték be. A boltozatokra a kék csillagos eget festették, a bordákat és a boltozatos mezőket díszcsíkok keretezik.[14]

## Híres emberek
- Itt született 1809-ben Ljudevit Gaj a délszláv eszme megalapítója, a horvát nyelv megújítója.
- Itt halt meg 1504. október 12-én Corvin János horvát-szlavón bán, Mátyás király fia.
- Itt hunyt el 1624-ben Erdődy Tamás főispán, horvát bán.